# فرودگاه شهری نیو اولم
فرودگاه شهری نیو اولم (به انگلیسی: New Ulm Municipal Airport) یک فرودگاه همگانی با کد یاتا ULM است که یک باند فرود آسفالت دارد و طول باند آن ۱۳۴۱ متر است. این فرودگاه در شهر نیو اولم، مینه‌سوتا کشور ایالات متحده آمریکا قرار دارد و در ارتفاع ۳۰۸٫۲ متری از سطح دریا واقع شده‌است.